# Nissjön, Dalarna
Nissjön är en sjö i Vansbro kommun i Dalarna och ingår i Dalälvens huvudavrinningsområde. Sjön har en area på 0,592 kvadratkilometer och ligger 242,1 meter över havet. Sjön avvattnas av vattendraget Flögan.

## Delavrinningsområde
Nissjön ingår i det delavrinningsområde (671850-140936) som SMHI kallar för Mynnar i Vanåns vattendragsyta. Medelhöjden är 261 meter över havet och ytan är 6,59 kvadratkilometer. Räknas de 7 avrinningsområdena uppströms in blir den ackumulerade arean 62,33 kvadratkilometer. Flögan som avvattnar avrinningsområdet har biflödesordning 4, vilket innebär att vattnet flödar genom totalt 4 vattendrag innan det når havet efter 326 kilometer. Avrinningsområdet består mestadels av skog (52 procent) och sankmarker (33 procent). Avrinningsområdet har 0,73 kvadratkilometer vattenytor vilket ger det en sjöprocent på 11 procent.